# Maria Ferm
Maria Ferm é uma política sueca, atualmente a servir no Riksdag pelo Partido Verde. Depois de se formar na Universidade de Malmö em 2008, ela trabalhou como porta-voz dos Jovens Verdes até 2011. Mais tarde, serviu como líder da casa do Partido Verde de 2014 a 2019.